# 金沢市久安独身男性殺人事件
金沢市久安独身男性殺人事件（かなざわしひさやすどくしんだんせいさつじんじけん）は、2008年（平成20年）6月27日に石川県金沢市久安で発生した殺人事件。犯人の特定・逮捕には至らず、未解決事件となっている。
事件から1年後の2009年（平成21年）6月26日に捜査特別報奨金制度の対象に指定された。

## 事件概要
2008年6月29日午後6時20分頃、石川県金沢市久安2丁目のアパート2階において、この部屋に居住する独身で会社員の男性（事件当時22歳）が頭から血を流して倒れ、死亡しているのを訪ねてきた知人女性が発見した。
男性は事件当日に勤務先の川北町の印刷工場を午後8時頃に退社して以降、連絡が取れなくなっていたため、このことを不審に思った知人女性が合鍵を使用して部屋を訪れたところ、遺体を発見した。

## 捜査経過
石川県警察刑事部捜査第一課は殺人事件と断定して金沢中警察署に捜査本部を設置し、捜査を開始。捜査員150人態勢で聞き込み調査などで目撃情報の収集を行い、併せて現場周辺の防犯カメラを分析して男性の足取りも調査した。
司法解剖の結果、死亡推定時刻は6月27日20時30分から深夜で、死因は頭を複数回殴られたことによる脳挫傷と判明した。後の捜査で、犯行に使用された凶器は部屋にあったフライパンと判明した。
発見時、男性は玄関を入ってすぐの台所で上半身裸で仰向けになって倒れており、既に死後硬直が進んでいた。また、台所を中心に床や壁などに飛散した大量の血痕も黒ずんだ状態だった。
犯行当時、玄関は施錠した状態で、鍵は玄関付近に残されていた。これは犯人が逃走時に玄関を施錠した後、郵便受けから鍵を戻すことで事件発覚を遅らせる狙いがあったと考えられている。
室内は荒らされていたが、物色された形跡はなかった。また、2ヶ所の窓のうち、1ヶ所は開けられて網戸になっていたことも判明した。その他、男性の携帯電話が持ち去られていたため、通話記録などを消去して証拠隠滅を図る目的で持ち去って逃走したと考えられている。
以上のことから、捜査本部は顔見知りの人物による犯行と見て男性の交友関係を中心に1000人以上から事情を聞くなどして捜査した。しかし、有力な証拠が得られなかったため、男性の両親はチラシやポスターを製作・配布して情報提供を呼びかけた。
その後、この事件は2009年（平成21年）6月26日に第12回捜査特別報奨金制度の対象となった。石川県内では初めての対象事件である。
2022年（令和4年）6月21日、石川県警察は犯行時間帯にアパートの駐車場で目撃された20歳代と見られる男性2人のうち、1人の似顔絵を公開した。この男性は事件当日の午後8時30分頃、現場のアパート方向から現れ、もう1人の同じ20歳代と見られる黒色系の服を着た男性と駐車場で合流して西側の道路へ歩いていく姿が目撃されていた。
似顔絵を公開後、石川県警察は似顔絵を掲載したポスターを製作して現場付近のスーパーに貼り出すなどして情報提供を呼びかけている。また、男性の遺族も白山市などで似顔絵が入ったポケットティッシュを配布するなどして情報提供を呼びかけている。

## その他
男性の両親には「犯罪被害者等給付金制度」に基づく給付金が支給された。支給にあたって、両親は事件解決に向けて街頭活動に奔走していたが、それに伴い経済的負担が増大したため、2010年（平成22年）2月に石川県公安委員会に給付の申請をしていた。しかし、未解決事件で給付額の算定が困難なこともあって支給には多大な時間を要した。